# Центральный округ (Краснодар)
Центральный внутригородской округ — один из четырёх внутригородских округов города Краснодара (муниципального образования город Краснодар) Краснодарского края России.

## География

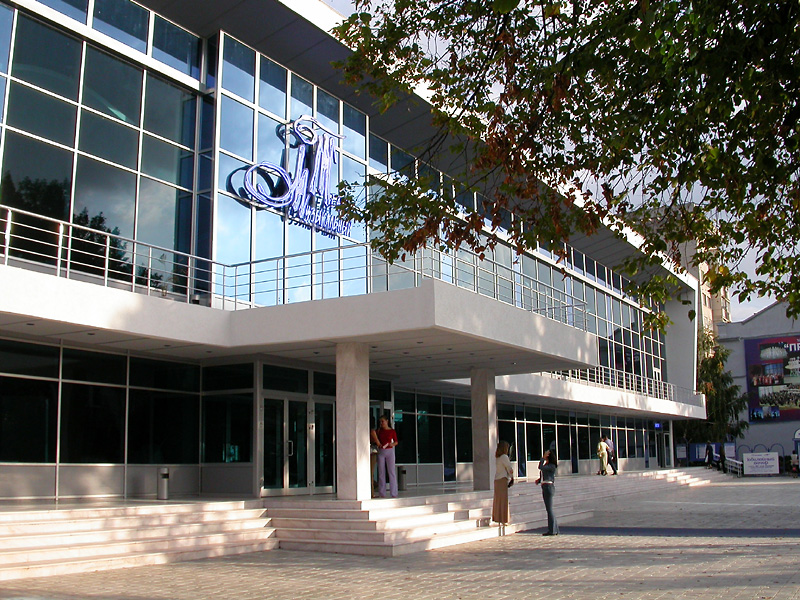
Музыкальный театр

Округ расположен в южной части Краснодара. Граничит с Западным, Прикубанским и Карасунским внутригородскими округами Краснодара, а также по реке Кубани — с Адыгеей.

## История
- Округ образован в феврале 1994 года в результате слияния Октябрьского и Первомайского районов Краснодара.
- С марта 2004 года — Центральный внутригородской округ города Краснодара.

## Население
| 2002     | 2010     | 2012     | 2013     | 2014     | 2015     | 2016     |
| -------- | -------- | -------- | -------- | -------- | -------- | -------- |
| 158 743  | ↗159 164 | ↗213 739 | ↘166 342 | ↗170 578 | ↗175 369 | ↗178 113 |
| 2017     | 2018     | 2019     | 2020     | 2021     | 2023     |          |
| ↗180 602 | ↗182 152 | ↗183 743 | ↗186 052 | ↗188 818 | ↗193 517 |          |

## Состав округа
На территории округа расположен исторический Центральный микрорайон, микрорайон Дубинка, микрорайон Черёмушки, микрорайон Покровка, микрорайон Фонтаны.